# Karl Josef Lenders
Karl Josef Lenders (auch Karl Joseph Lenders; * 1755; † 1855 in Bonn) war kurkölnischer Amtmann sowie während der Franzosenzeit Kantonskommissar und Maire von Neersen.

## Leben
Er entstammte einer Neusser Patrizierfamilie. Sein Vater, Johann Andreas Lenders, war zeitweilig Bürgermeister der Stadt Neuss. Nachdem er ein Jurastudium an der Universität Köln absolviert hatte, trat er in den kurkölnischen Verwaltungsdienst. 1780 erwarb er gegen 5000 Reichstaler Entschädigung die Nachfolge des kurkölnischen Hofrats Johann Gottfried von Mastiaux auf dessen Stelle als Verwalter bzw. Amtmann der Kellnerei Neersen (einschließlich Anrath und Clörath) und nahm seinen Amtssitz im Schloss Neersen ein. Als Amtmann besaß er ein breites Spektrum administrativer und niedriger judikativer Aufgaben. Die breite Funktionszuschreibung und die verhältnismäßig schwache zentralbehördliche Kontrolle über die unteren Verwaltungsbereiche erlaubten es ihm, von seinen Kompetenzen ausgiebig Gebrauch zu machen. Es sind Beschwerden der Neersener beim Kölner Kurfürsten aktenkundig, dass er die Untertanenpflichten der Einwohner übermäßig zu deren Ungunsten auslege und sich als eine Art lokaler Tyrann geriere.
Im Laufe des Ersten Koalitionskriegs besetzten französische Revolutionstruppen 1794 das linke Rheinufer, so auch am 9. Oktober 1794 Neersen. Lenders gab sich daraufhin als revolutionsfreundlich zu erkennen und arbeitete in der Folgezeit mit den Besatzern zusammen. Er empfahl sich damit für die Stelle als Kantonskommissar (commissaire du directoire exécutif près les administrations municipaux), die ihm nach der Bildung der Kantone durch die französische Verwaltung am 19. Februar 1798 anvertraut wurde. Neben seinen Amtsaufgaben betätigte er sich ab 1798 auch als Notar. Als Kantonskommissar hatte er über die unbedingte Umsetzung der Regierungsanweisungen zu wachen. Bei seinen Vorgesetzten tat er sich besonders dadurch hervor, dass er in seinem Kanton überdurchschnittlich viele sogenannte Reunionsadressen zusammenbrachte. Mit diesen Petitionen der Bürger des Kantons, die um den Anschluss des Kantons an Frankreich baten, wollte das Direktorium ursprünglich seine Ansprüche auf das linke Rheingebiet auf dem Friedenskongress von Rastatt untermauern. Bei Ausbruch des Zweiten Koalitionskriegs war er zur Soldatenrekrutierung aus der Bevölkerung verpflichtet, womit er deren Unmut ebenso auf sich zog wie durch seine Maßnahmen gegen die öffentliche Ausübung der katholischen Religion, wie die Entfernung aller öffentlich aufgestellten Kreuze. Vor dem Neersener Schloss ließ er den üblichen „Freiheitsbaum“ pflanzen, der den Bürgern ringsum Anlass zu Spott und Verachtung bot. Etwa bei der Abwehr von Räuberbanden setzte er sich auch energisch für die Belange seines Kantons ein. Seine eigenen Belange im Auge hatte er offenbar, als er, seiner Vorliebe für Neersen und das dortige Schloss folgend, den Sitz des Kantons vom von der Zentralverwaltung im Januar 1798 vorgesehenen Osterath eigenmächtig nach Neersen verlegte. Gegen den Unmut der Osterather und auch der höheren Stellen setzte sich Lenders durch, und Neersen wurde am 12. Mai 1798 trotz dessen relativ geringer Größe und Bedeutung Kantonssitz. Im September 1798 setzte er sich dafür ein, dass Neersen von der Pfarre Anrath getrennt und mit der Klosterkirche des Neersener Minoritenklosters als Pfarrkirche zu einer eigenständigen Pfarre erhoben wurde.
Lenders’ Tätigkeit als Kommissar endete bald, als Napoleon Bonaparte nach seinem Staatsstreich gegen das Direktorium in Paris am 9. November 1799 das gesamte Verwaltungssystem zentralisierte. Die Funktionsebene der Kantonskommissare wurde abgeschafft und die darunterstehende Ebene der Maires und Beigeordneten aufgewertet. Der Kanton Neersen wurde in 11 Mairien und 25 Gemeinden aufgeteilt. Noch 1799 wechselte Lenders auf das Amt des ersten Maire der Mairie Neersen, die aus Neersen, Anrath, Clörath und Kehn bestand. Lenders’ autoritäres Gebaren und seine Bevorzugung Neersens brachten ihm den Unmut der Anrather Bürger ein, die 1801 beim Präfekten des Rur-Departements gegen ihn protestierten und erfolglos eine eigenständige Mairie Anrath verlangten. Der Protest bewog den Präfekten aber zu der Entscheidung, Lenders 1801 gegen den gebürtigen Anrather Johann Gottfried Spennes auszutauschen.
Seines öffentlichen Amtes entledigt, blieb ihm seine Tätigkeit als Notar, die ihn aber nicht auslastete. Er tat sich daraufhin durch den Ankauf von Nationalgütern besonders hervor. Im Herbst 1803 kaufte er für 24.100 Francs (und damit zu einem Vielfachen des ursprünglichen Schätzwertes) das Schloss Neersen einschließlich seines Landes und Gebäudebestands. Für einen nicht viel geringeren Betrag erwarb er auch die Schlossmühle in Neersen und das Rittergut Haus Hülsdonk. Zudem pachtete er bis 1811 in demselben Kanton acht Ackergüter in Willich und je zwei in Clörath und Kleinkempen, was ihn in den Rang des örtlich tonangebenden landwirtschaftlichen Produzenten erhoben haben dürfte. 1810 trat er entschieden für die Übereignung des vom französischen Staat im Rahmen der Säkularisation eingezogenen früheren Klosters mit Kirche an die Gemeinde Neersen ein, die Schenkung kam 1812 zustande.
Im Alter, 1827, verlegte Lenders seinen Wohnsitz nach Godesberg, später nach Bonn. Dort starb er 1855, gut drei Wochen nach seinem 100. Geburtstag.
Aus seiner Ehe mit Helena Godula Lenders, geborene Pfeiffer, hatte er mehrere Kinder, die das Neersener Schloss bis 1850 bewohnten und ab 1852 verpachteten. Sein Enkel Hugo Lenders verkaufte das Schloss schließlich 1894.